# STS-54
STS-54 foi uma missão do ônibus espacial Endeavour, realizada em janeiro de 1993, que colocou satélites em órbita e fez experiências científicas em microgravidade.

## Tripulação
| Posição                  | Astronauta       |
| ------------------------ | ---------------- |
| Comandante               | John Casper      |
| Piloto                   | Donald McMonagle |
| Especialista de missão 1 | Mario Runco      |
| Especialista de missão 2 | Gregory Harbaugh |
| Especialista de missão 3 | Susan Helms      |

### Caminhadas no espaço
- Harbaugh e Runco  - EVA 1
- Início do EVA 1: 17 de Janeiro de 1993
- Término do EVA 1: 17 de Janeiro de 1993
- Duração: 4 horas, 28 minutos

## Hora de acordar
- 2° Dia: Good Day Sunshine, da banda The Beatles.
- 3° Dia: In the City, da banda The Eagles.
- 4° Dia: Gravity, de Kenny G.
- 5° Dia: Be My Baby, de Vanessa Paradis.
- 6° Dia: Keep the Faith, da banda Bon Jovi.

## Principais fatos
A carga primária da missão consistia do Tracking and Data Relay Satellite (TDRS-F), que foi lançado no primeiro dia da missão. Ele foi posteriormente transferido com sucesso para a sua órbita apropriada pelo foguete do Inertial Upper Stage.
Também foi levado no compartimento de carga um experimento extra chamado de Espectrômetro de Raio X Difuso (DXS). Este instrumento coletou dados da radiação de Raios X de fontes difusas no espaço profundo.
As outras cargas no compartimento mediano para testar os efeitos da microgravidade incluiam:
- o Aparato Comercial Geral de Bioprocessamento (CGPA) para pesquisas nas ciências biológicas
- o Experimento sobre a Divisão de Células de Plantas e Cromossomos no Espaço (CHROMEX) para estudar o crescimento das plantas
- o Experimento Fisiológico e Anatomico dos Ratos (PARE) para examinar os sistema esquelético e a adaptação dos ossos ao vôo espacial
- o Equipamento de Medição de Aceleração no Espaço (SANS) para medir e gravar o ambiente de aceleração dos experimentos no compartimento mediano
- o Experimento de Combustão em Superfície Sólida (SSCE) para medir a taxa de expansão das chamas e a temperatura de um papel de filtro em queima.

Além disso, no quinto dia, os especialistas da missão Mario Runco e Gregory Harbaugh passaram cerca de 5 horas no compartimento de carga aberto realizando uma série de trabalhos envolvendo atividade extraveicular para aumentar o conhecimento da NASA a respeito do trabalho nestas condições. Eles testaram suas habilidade para se moverem livremente no compartimento de carga, caminharam em lugares com restrições aos movimentos da pernas sem utilizarem as mão e simularam o carregamento de grandes objetos em um ambiente de microgravidade.